# Varcare la soglia della speranza
Varcare la soglia della speranza è un saggio scritto dal papa Giovanni Paolo II e dallo scrittore e giornalista italiano Vittorio Messori.
Il libro è stato tradotto in 53 lingue.

## Antefatti
Nell'ottobre del 1993, viene chiesto a Messori di condurre un'intervista televisiva con Giovanni Paolo II, in occasione dei suoi quindici anni di pontificato; sarebbe stata la prima intervista della storia ad un pontefice. Il Papa aveva già dato la propria disponibilità al progetto, la cui regia sarebbe stata affidata a Pupi Avati e che sarebbe stato trasmesso dalla RAI e in seguito dalle maggiori emittenti televisive mondiali. Durante un incontro a Castel Gandolfo per discutere sulle domande da porre e sui modi di realizzazione dell'intervista, Messori espresse al Papa le sue perplessità sull'opportunità di una simile operazione: «Santità, abbiamo bisogno di un Papa, di un maestro che ci guidi, non di un opinionista televisivo. Questa non è la crisi della Chiesa. È la crisi della fede: non si crede più»; il Papa, battendo il pugno sul tavolo, rispose: «Non sono d'accordo con lei!», ma poi ci rifletté e l'intervista tv fu cancellata, anche a causa di una serie di impegni del Pontefice.
Giovanni Paolo II si era però interessato alle domande postegli dal giornalista e, nei mesi successivi al loro incontro, aveva risposto per iscritto; quindi, tramite l'allora direttore della Sala Stampa Vaticana, Joaquín Navarro-Valls, fece recapitare al giornalista il manoscritto, che recava il titolo: Varcare la soglia della speranza.

## Trama
Il libro presenta le risposte del Papa alle domande formulate da Vittorio Messori. Le domande riguardano le basi della fede, il rapporto con le altre religioni, l'avvenire del Vangelo, la Nuova evangelizzazione.
Altro elemento chiave sono i mali del mondo (guerre, carestie, ingiustizie sociali ecc.) e le motivazioni teologiche per le quali tali fatti avvengano.

## Trasposizione multimediale interattiva
Nel 1996 l'editore Mondadori, in coproduzione con la Rai, ha edito una trasposizione multimediale interattiva di Varcare la soglia della speranza (Mondadori New Media, Milano 1996, ISBN 88-04-42417-6). Si tratta di una trasposizione "ufficiale", concordata con Messori e con lo staff del Pontefice. Ideata e diretta dal giornalista Giuseppe Romano, è contenuta in due cd-rom e concepita per la fruizione tramite personal computer. La sezione principale contiene un "racconto interattivo" con filmati, foto, testi e musiche (in buona parte originali) per una durata totale di oltre due ore, insieme a una vasta sezione informativa e ai testi del libro e delle encicliche papali. È stato uno dei primi esempi italiani di produzioni multimediali interattive in cd-rom rivolte al grande pubblico. Ne sono state edite traduzioni in inglese, francese, tedesco, spagnolo e polacco.

## Edizioni
- Giovanni Paolo II et Vittorio Messori, Varcare la soglia della speranza, Oscar Bestsellers, Arnoldo Mondadori Editore, 1995,  p. 257, ISBN 88-04-53428-1, ..